# Pedro Maximiliano Suárez
Pedro Maximiliano Suárez (Villa Hernandarias, Entre Ríos, Argentina; 5 de agosto de 1988) es un futbolista argentino. Juega como marcador central y su primer equipo fue Unión de Santa Fe. Actualmente milita en Juventud Sarmiento de Hasenkamp de la Liga de Fútbol de Paraná Campaña.
Además, hizo el curso de Director Técnico y se recibió en la Escuela n° 124 "Victorio Nicolás Cocco".

## Trayectoria
Debutó el 25 de abril de 2009 en el partido que su equipo, Unión de Santa Fe, perdió ante la C.A.I. de Comodoro Rivadavia por 3 a 0. Aunque su posición natural es la de marcador central, su debut fue jugando como volante central.
Arrancó la temporada 2009/2010 de la Primera B Nacional siendo titular indiscutido para el técnico tatengue Fernando Alí e incluso convirtiendo su primer y único gol con la camiseta de Unión, el cual le dio la agónica victoria ante Gimnasia y Esgrima de Jujuy por 3 a 2. Sin embargo, en la 8ª fecha del torneo ante Belgrano de Córdoba fue expulsado y a partir de ahí, una serie de lesiones lo marginaron del primer equipo y lo mantuvieron alejado de las canchas por un largo período.
Reapareció recién en la pretemporada de principios de 2011, ya con Frank Darío Kudelka como técnico de Unión. Formó parte del plantel Tatengue que logró el ascenso a la Primera División en ese año, aunque no jugó ni un minuto en toda la temporada.
Para la temporada 2011/12 le fue asignado el dorsal número 32, pero no tuvo chances de jugar en la Primera División y sólo disputó algunos partidos en la Reserva. La falta de oportunidades hizo que a principios de 2012 tuviera la posibilidad de incorporarse a Deportivo Roca de Río Negro, pero el pase se cayó porque el jugador prefirió quedarse en Unión a "pelearla", aunque luego no fue tenido en cuenta.
A mediados de 2012, luego de ser dejado en libertad de acción por Unión de Santa Fe, desciende un par de categorías y empieza a disputar el Torneo Argentino B (luego reemplazado por el Torneo Federal B) vistiendo la camiseta de diferentes equipos: Atlético Paraná, Ben Hur de Rafaela y Sanjustino. También jugó el Torneo Federal C para Independiente FBC.

## Clubes
| Club               | País      | Año       |
| ------------------ | --------- | --------- |
| Unión de Santa Fe  | Argentina | 2009-2012 |
| Atlético Paraná    | Argentina | 2012-2013 |
| Ben Hur de Rafaela | Argentina | 2013-2014 |
| Independiente FBC  | Argentina | 2014-2015 |
| Sanjustino         | Argentina | 2015      |
| Viale FBC          | Argentina | 2017      |
| Independiente FBC  | Argentina | 2018      |
| Juventud Sarmiento | Argentina | 2018-?    |

### Estadísticas
- Actualizado al 31 de diciembre de 2017

| Club                      | Div.                | Temporada           | Liga | Liga | Copa Nacional | Copa Nacional | Copa Internacional | Copa Internacional | Total | Total |
| Club                      | Div.                | Temporada           | PJ   | G    | PJ            | G             | PJ                 | G                  | PJ    | G     |
| ------------------------- | ------------------- | ------------------- | ---- | ---- | ------------- | ------------- | ------------------ | ------------------ | ----- | ----- |
| Unión Argentina           |                     |                     |      |      |               |               |                    |                    |       |       |
| 2.ª                       | 2008/09             | 9                   | 0    | -    | -             | -             | -                  | 9                  | 0     |       |
| 2.ª                       | 2009/10             | 8                   | 1    | -    | -             | -             | -                  | 8                  | 1     |       |
| 2.ª                       | 2010/11             | 0                   | 0    | -    | -             | -             | -                  | 0                  | 0     |       |
| 1.ª                       | 2011/12             | 0                   | 0    | 0    | 0             | -             | -                  | 0                  | 0     |       |
| Total                     | Total               | 17                  | 1    | 0    | 0             | -             | -                  | 17                 | 1     |       |
| Atlético Paraná Argentina |                     |                     |      |      |               |               |                    |                    |       |       |
| 4.ª                       | 2012/13             | 13                  | 0    | 1    | 0             | -             | -                  | 14                 | 0     |       |
| Total                     | Total               | 13                  | 0    | 1    | 0             | -             | -                  | 14                 | 0     |       |
| Ben Hur Argentina         |                     |                     |      |      |               |               |                    |                    |       |       |
| 4.ª                       | 2013/14             | ?                   | ?    | -    | -             | -             | -                  | ?                  | ?     |       |
| 4.ª                       | 2014                | ?                   | ?    | -    | -             | -             | -                  | ?                  | ?     |       |
| Total                     | Total               | 20                  | 1    | -    | -             | -             | -                  | 20                 | 1     |       |
| Sanjustino Argentina      |                     |                     |      |      |               |               |                    |                    |       |       |
| 4.ª                       | 2015                | 12                  | 0    | -    | -             | -             | -                  | 12                 | 0     |       |
| Total                     | Total               | 12                  | 0    | -    | -             | -             | -                  | 12                 | 0     |       |
| Viale FBC Argentina       |                     |                     |      |      |               |               |                    |                    |       |       |
| 4.ª                       | 2017                | 14                  | 0    | -    | -             | -             | -                  | 14                 | 0     |       |
| Total                     | Total               | 14                  | 0    | -    | -             | -             | -                  | 14                 | 0     |       |
| Total en su carrera       | Total en su carrera | Total en su carrera | 76   | 2    | 1             | 0             | -                  | -                  | 77    | 2     |

## Palmarés
| Título                     | Club              | País      | Año  |
| -------------------------- | ----------------- | --------- | ---- |
| Ascenso a Primera División | Unión de Santa Fe | Argentina | 2011 |